# The Amazing Spider-Man
Az Amazing Spider-Man egy, a Marvel Comics kiadásában megjelenő képregénysorozat, melynek első száma 1963 márciusában jelent meg az Amerikai Egyesült Államokban. A képregény az Amazing Fantasy című kiadványban feltűnt Pókember első önálló sorozata.

## Magyarul
- Jasmine Jones: Pókember. Mozikönyv gyerekeknek; Stan Lee, Steve Ditko Marvel Comic képregénye alapján, ford. Vas Ilona; M&C Kft., Bp., 2007
- Danny Fingeroth: Pókember. Az új zöld manó; Stan Lee, Steve Ditko képregénye alapján, ford. Vas Ilona; M&C Kft., Bp., 2007
- Kate Egan: Spider-Man 3. A nagy mozikönyv; Stan Lee, Steve Ditko Marvel Comic képregénye alapján, ford. Szabó Gabriella; M&C Kft., Bp., 2007

## Külső hivatkozások
- Pókember.lap.hu – linkgyűjtemény